# L'Empire de la passion
Pour plus de détails, voir Fiche technique et Distribution.
L'Empire de la passion (愛の亡霊, Ai no bōrei) est un film nippo-français réalisé par Nagisa Ōshima, sorti en 1978. Il est basé sur un roman d'Itoko Nakamura.

## Synopsis
À la fin du XIXe siècle, dans un village au fond d'un Japon demeuré médiéval, Toyoji, jeune paysan pauvre, et Seki, femme d'un rémouleur-colporteur, de vingt ans son aînée, se prennent l'un pour l'autre d'une passion aveugle. Ils décident de tuer le mari gênant. Après l'avoir saoulé, ils l'étranglent et le jettent dans un puits. Seki annonce au village que son mari est parti travailler à Tokyo.
Après trois ans, le fantôme du mari revient les hanter et la rumeur publique attire un inspecteur de police.
Au cours de son enquête, l'inspecteur se met à soupçonner Seki et Toyoji. Les amants sont alors torturés pour obtenir des aveux. Ils avouent et le cadavre de l'ex-mari est remonté du puits.

## Fiche technique
- Titre : L'Empire de la passion
- Titre original : 愛の亡霊 (Ai no bōrei?)
- Réalisation : Nagisa Ōshima
- Scénario : Nagisa Ōshima d'après le roman Kurumaya Gisaburō jiken (車屋儀三郎事件?) d'Itoko Namura[1]
- Musique : Tōru Takemitsu
- Photographie : Yoshio Miyajima (en)
- Montage : Keiichi Uraoka (ja)
- Éclairages : Ken'ichi Okamoto
- Son : Tetsuo Yasuda
- Producteur : Anatole Dauman
- Sociétés de production : Argos Films (France) et Oshima Productions (Japon)
- Pays de production :  France et  Japon
- Langue originale : japonais
- Format : couleur (Eastmancolor) - 1,66:1 - son mono - 35 mm
- Genre : drame
- Durée : 108 minutes[2]
- Dates de sortie :
  - France : 6 septembre 1978[3]
  - Japon : 28 octobre 1978[2]

## Distribution
- Tatsuya Fuji (VF : Sady Rebbot) : Toyoji
- Kazuko Yoshiyuki (VF : Tamila Mesbah) : Seki
- Takahiro Tamura (VF : Serge Sauvion) : Gisaburo
- Takuzo Kawatani (VF : Guy Pierrault) : l'inspecteur Hotta
- Taiji Tonoyama (VF : René Bériard) : Bo, le sourd (Toichiro en VO)
- Sumié Sasaki (VF : Claude Chantal) : Madame (Odame en VO)
- Masami Hasegawa (VF : Marie-Martine) : Oshin
- Kenzō Kawarazaki (VF : François Leccia) : Nishinoya, le patron de Toyoji
- Rin'ichi Yamamoto (VF : Pierre Garin) : Kurazo (non crédité)

## Distinctions
Sauf indication contraire, les informations mentionnées dans cette section peuvent être confirmées par la base de données cinématographiques IMDb,  présente dans la section « Liens externes ».

### Récompenses
- 1978 : prix de la mise en scène pour Nagisa Ōshima au festival de Cannes[4]
- 1979 : prix de la meilleure musique de film pour Tōru Takemitsu aux Japan Academy Prize[5]
- 1979 : prix Mainichi de la meilleure musique de film pour Tōru Takemitsu[6]

### Sélections et nominations
- 1978 : en compétition pour la Palme d'or au festival de Cannes[4]
- 1979 : prix du meilleur film et du meilleur réalisateur pour Nagisa Ōshima, de la meilleure actrice et de la meilleure actrice dans un second rôle pour Kazuko Yoshiyuki, de la meilleure photographie pour Yoshio Miyajima (en), des meilleurs éclairages pour Ken'ichi Okamoto ainsi que du meilleur son pour Tetsuo Yasuda aux Japan Academy Prize[5]